# Saison 2 d'Insecure
Chronologie
Saison 1 Saison 3
Cet article présente le guide des épisodes de la deuxième saison de la série télévisée américaine Insecure.

## Généralités
- Aux États-Unis, la saison a été diffusée du 23 juillet 2017 au 10 septembre 2017 sur HBO.
- Au Canada, la saison a été diffusée en simultanée sur HBO Canada[1].
- En France, elle a été diffusée en version originale sous-titrée du 24 juillet 2017 au 11 septembre 2017 sur OCS City[2].

## Distribution

### Acteurs principaux
- Issa Rae (VF : Fily Keita) : Issa
- Jay Ellis (VF : Jean-Louis Tilburg) : Lawrence
- Yvonne Orji (VF : Annie Milon) : Molly
- Lisa Joyce (VF : Olivia Luccioni) : Frieda
- Natasha Rothwell (VF : Laura Zichy) : Kelli

### Acteurs récurrents
- Neil Brown Jr. : Chad
- Wade Allain-Marcus (VF : Olivier Korol) : Derek DuBois
- Catherine Curtin (VF : Nathalie Homs) : Joanne
- Ivan Shaw (VF : Stéphane Fourreau) : Justin
- Veronica Mannion (VF : Dorothée Pousséo) : Kitty
- Y'lan Noel (VF : Jhos Lee Khan) : Daniel King
- Mason McCulley (VF : Laurent Morteau) : Ken

## Épisodes

### Épisode 1:Carrément génial
- États-Unis /  Canada : 23 juillet 2017 sur HBO[3] / HBO Canada
- France : 24 juillet 2017 sur OCS City
- Québec : 27 septembre 2017 sur Super Écran
- Belgique : 10 mai 2018 sur Be Séries

- États-Unis : 1,118 million de téléspectateurs[4] (première diffusion)

### Épisode 2:Carrément question de principes
- États-Unis /  Canada : 30 juillet 2017 sur HBO / HBO Canada
- France : 31 juillet 2017 sur OCS City
- Québec : 4 octobre 2017 sur Super Écran
- Belgique : 10 mai 2018 sur Be Séries

- États-Unis : 1,293 million de téléspectateurs[5] (première diffusion)

### Épisode 3:Carrément libérée
- États-Unis /  Canada : 6 août 2017 sur HBO / HBO Canada
- France : 7 août 2017 sur OCS City
- Québec : 11 octobre 2017 sur Super Écran
- Belgique : 10 mai 2018 sur Be Séries

- États-Unis : 1,158 million de téléspectateurs[6] (première diffusion)

### Épisode 4:Carrément L.A.
- États-Unis /  Canada : 13 août 2017 sur HBO / HBO Canada
- France : 14 août 2017 sur OCS City
- Québec : 18 octobre 2017 sur Super Écran
- Belgique : 17 mai 2018 sur Be Séries

- États-Unis : 1,30 million de téléspectateurs[7] (première diffusion)

### Épisode 5:Carrément secoués
- États-Unis /  Canada : 20 août 2017 sur HBO / HBO Canada
- France : 21 août 2017 sur OCS City
- Québec : 25 octobre 2017 sur Super Écran
- Belgique : 17 mai 2018 sur Be Séries

- États-Unis : 1,32 million de téléspectateurs[8] (première diffusion)

### Épisode 6:Carrément goulus
- États-Unis /  Canada : 27 août 2017 sur HBO / HBO Canada
- France : 28 août 2017 sur OCS City
- Québec : 1er novembre 2017 sur Super Écran
- Belgique : 17 mai 2018 sur Be Séries

- États-Unis : 1,331 million de téléspectateurs[9] (première diffusion)

### Épisode 7:Carrément Manque de Respect
- États-Unis /  Canada : 3 septembre 2017 sur HBO / HBO Canada
- France : 4 septembre 2017 sur OCS City
- Québec : 8 novembre 2017 sur Super Écran
- Belgique : 24 mai 2018 sur Be Séries

- États-Unis : 788 000 téléspectateurs[10] (première diffusion)

Issa se sent humiliée par sa dernière mésaventure sexuelle avec Daniel. Elle se rend compte que sa collègue Frieda avait raison lorsqu'elle pensait que le principal noire d'une école discriminait les élèves latinos et essaie de prendre en main la situation.

### Épisode 8:Carrément de nouvelles perspectives
- États-Unis /  Canada : 10 septembre 2017 sur HBO / HBO Canada
- France : 11 septembre 2017 sur OCS City
- Québec : 15 novembre 2017 sur Super Écran
- Belgique : 24 mai 2018 sur Be Séries

- États-Unis : 806 000 téléspectateurs[11] (première diffusion)

30 jours dans la vie de Lawrence. La relation de Lawrence avec Arpana débute bien, mais la jalousie de Lawrence lorsqu'il apprend qu'elle a eu plusieurs relations sexuelles avec leur collègue de bureau, Collin, prend le dessus. Arpana lui dit qu'il n'a pas réglé ses problèmes avec Issa.
30 jours dans la vie de Molly. Molly doit faire plusieurs choix, dans sa vie amoureuse et sa carrière professionnelle. Elle poursuit sa thérapie.
30 jours dans la vie d'Issa. Issa reconnait enfin que le principal noir du lycée où elle intervient discrimine les élèves latinos. Sa cheffe, en apprenant cela, ne veut plus la laisser intervenir. Issa subit la gentrification du quartier et la hausse des prix: elle prévient Lawrence qu'elle doit déménager.